# Project Helix
Project Helix sau "Proiectul Helix" este numele unei tehnologii fictive din serialul de televiziune Alias. Dispozitivul este folosit pentru a rescrie ADN unei persoane, transformând-o astfel intr-o clonă a persoanei de la care a fost procurat 
ADN-ul. Singura modalitate de a detecta dublura este printr-un defect făcut în mod deliberat, detectabil numai printr-o scanare oculară. Nu se știe dacă procesul este reversibil. 
De la crearea sa, au fost trei subiecți confirmați ai proiectului și doi subiecți al căror implicare nu este sigură:

## Subiecții confirmați ai Proiectului Helix
- Jim Lennox - un agent CIA, care împreună cu partenera sa (și logodnică), Emma Wallace, s-au infiltrat în organizația inventatorului proiectului Helix, Dr. Enzo Markovic. Lennox a fost capturat și folosit ca sursă genetică pentru a-l transforma pe Markovic în dublura sa. Lennox a fost salvat de către o echipă CIA condusă de Sydney Bristow și a călătorit cu ea în Polonia pentru a lua planurile dispozitivului Helix și să-l distrugă. Acolo s-au întâlnit cu Markovic, dublura lui Lennox. Lennox l-a omorât pe Markovic, iar Sydney a distrus echipamentul Helix, dar nu înainte de a descoperi că o altă dublură a fost creată.

- Francie Calfo - cea mai bună prietenă a lui Sydney, cu care locuia în aceeași casă. O agentă numită Allison Doren, iubita lui Julian Sark, a fost transformată în dublura lui Francie, care apoi a omorât-o pe Francie. Allison s-a folosit de identitatea lui Francie pentru a se infiltra și a pune microfoane în casa lui Sydney și pentru a continua relația lui Francie cu Will Tippin.  Will lucra în acel timp ca analist pentru CIA, iar Allison îl hipnotiza pentru a lua informații de la el în timp ce dormea. El și Sydney au început să o suspecteze pe Allison, lucru care a făcut-o pe Allison să încerce să-l omoare pe Will. Sydney a dezvăluit adevărata identitate a lui Allison ca impostoare (oferindu-i înghțată cu aromă de cafea, care nu-i plăcea lui Francie), iar apoi cele două au început să se lupte. Amândouă au supreviețuit, dar mai târziu Allison a fost omorâtă de către Will.

- Irina Derevko - mama lui Sydney, fost agent KGB și liderul unei organizații criminale internaționale. Ea a fost dublată, doar pentru că acest lucru făcea parte din planul surorii ei, Elena. O membră necunoscută a organizației Elenei,  Legământul, s-a oferit voluntară pentru a fi dublată. Această impostoare a fost omorâtă de către Jack Bristow, după ce Elena i-a înscenat Irina faptul de a fi angajat un asasin pentru a o ucide pe Sydney.

## Subiecții posibili ai Proiectului Helix
- Doctor Aldo Desantis - cercetător pentru Prophet Five. Era închis în sicriul criogenic care fusese furat de Renée Rienne, sub presupunerea că înăuntru se afla tatăl ei, Luc Goursad. Când Rienne a deschis sicriul, Desantis a încercat, inițial să se dea drept tatăl ei, dar a fost repede descoperit ca fiind imposter de către Sydney. A fost ajutat să evadeze de Gordon Dean. Desantis a fost mai apoi torturat de Jack Bristow, în încercarea de a o găsi pe Sydney, (care era ținută captivă de Prophet Five pe un vapor din nordul Oceanului Atlantic), și apoi a fost omorât de Rienne.

Anna Espinosa - fostă agentă KGB, fostă agentă K-Directorate, credincioasă a lui Milo Rambaldi, apoi a lucrat pe cont propriu. Anna a fost transformată într-o dublură a lui Sydney de către Prophet Five, în efortul de a o face pe Anna să fie "Aleasa", prezisă în profețiile lui Rambaldi. În timp ce se dădea drept Sydney, Anna a ucis-o pe Rienne. Anna a încercat să-l inducă în eroare pe Michael Vaughn, făcându-l să creadă că ea este Sydney, însă fără succes. Ea și Vaughn s-au luptat într-un bunker subteran din Germania, iar Anna era pe cale să-l împuște. Dar, apare Sydney, care o omoară pe Anna, iar apoi îi preia identitea pentru a se infiltra în Prophet Five. 
Doar în dublarea Annei, s-au arătat câteva din etapele transformării genetice. Inițial, a fost luată o mică mostră de ADN de la Sydney (tăind-o într-o luptă). Sydney a fost, mai târziu, închisă într-un vagon de tren, iar atunci, stopind-o cu o substanță chimică necunoscută, a fost colectat material genetic suplimentar. Substanța respectivă a fost colectat, iar Anna a fost scufundată în el pentru o perioadă necunoscută de timp (în episodul "Double Agent" Jack Bristow afirmă că subiectul acestui tip de transformare generică trebuie ținut în comă indusă pentru mai multe zile).